# Kovács László (író, 1950)
Kovács László (szlovénül: Laci Kovač, Ladislav Kovač) (Vashegyalja, 1950. december 15. –) magyar–szlovén származású szlovén nyelvű író, amatőr színész és méhész. Kovács László a Vas megyei Vashegyalján (napjainkban Kétvölgy) született.

## Családja
Apja Kovács Vilmos német, anyja Zankócs Mária szlovén származású.

## Életpályája
Az 1970-es évektől, egészen a 2000-es évekig Apátistvánfalva általános iskolájának tanítója, egy időben annak igazgatója. 1998-tól 2006-ig a község polgármestere is volt. Aktívan részt vett a térségi nemzetiségi amatőr színjátszó életében, így a Barbér Irén szlovén írónő által alapított Veseli pajdaši (Vidám barátok) társulat egyik állandó tagja a mai napig. Barbér halála után a társulat vezetője és írója lett. Munkásságáért a A Nemzetiségi Hagyományok Átörökítéséért elnevezésű díjjal jutalmazták 2010-ben az ARCUSFEST Magyarországi Nemzetiségi Színházi Találkozón.
Ismert még a vendvidéki tradicionális méhészet egyik őrzőjeként is, e tekintetben fontos szerepe van, mivel a vidék az Őrségi Nemzeti Park szerves része, így a méhészetnek fontos környezetvédelmi és tájvédelmi szerepe van.